# Caicosroes I
Guiatadim Caicosroes ibne Quilije Arslã [carece de fontes?] (em árabe/em persa: غياث الدين كيخسرو بن قلج ارسلان, Ghīyāth al-Dīn Kaykhusraw bin Qilij Arslān), melhor conhecido como Caicosroes I (em latim: Caichosroes I), Caicosru I ou Gaiasadino Maior (em latim: Gaiasadius Maior; em turco: I. Gıyaseddin Keyhüsrev), o décimo-primeiro filho e o mais jovem filho de Quilije Arslã II, foi sultão de Rum após seu pai em 1192. Porém, ele teve que lutar contra seus irmãos pelo controle do Sultanato e, por isso, reinou em 2 períodos diferentes: entre 1192 e 1196 e, novamente, entre 1205 e 1211.

## História
Caicosroes se casou com a filha de Manuel Maurozomes, filho de Teodoro Maurozomes com uma filha bastarda do imperador bizantino Manuel I Comneno. Manuel Maurozomes lutou ao lado do sultão em 1205 e 1206.
No ano seguinte, ele tomou Antália, que estava sob o controle de uma guarnição franca, anexando assim o primeiro porto no Mediterrâneo ao sultanato.
De acordo com Nicetas Coniates, Caicosroes foi morto em combate singular pelo imperador de Niceia, Teodoro I Láscaris, durante a Batalha de Antioquia no Meandro.
Seu filho (e neto de Manuel Maurozomes), Caicobado I, reinou entre 1220 e 1237 e seu neto, Caicosroes II, de 1237 até 1246.